# Hypochrus brevicollis
Hypochrus brevicollis är en skalbaggsart som beskrevs av Leon Fairmaire 1891. Hypochrus brevicollis ingår i släktet Hypochrus och familjen Melolonthidae. Inga underarter finns listade i Catalogue of Life.